# Jutta Freybe

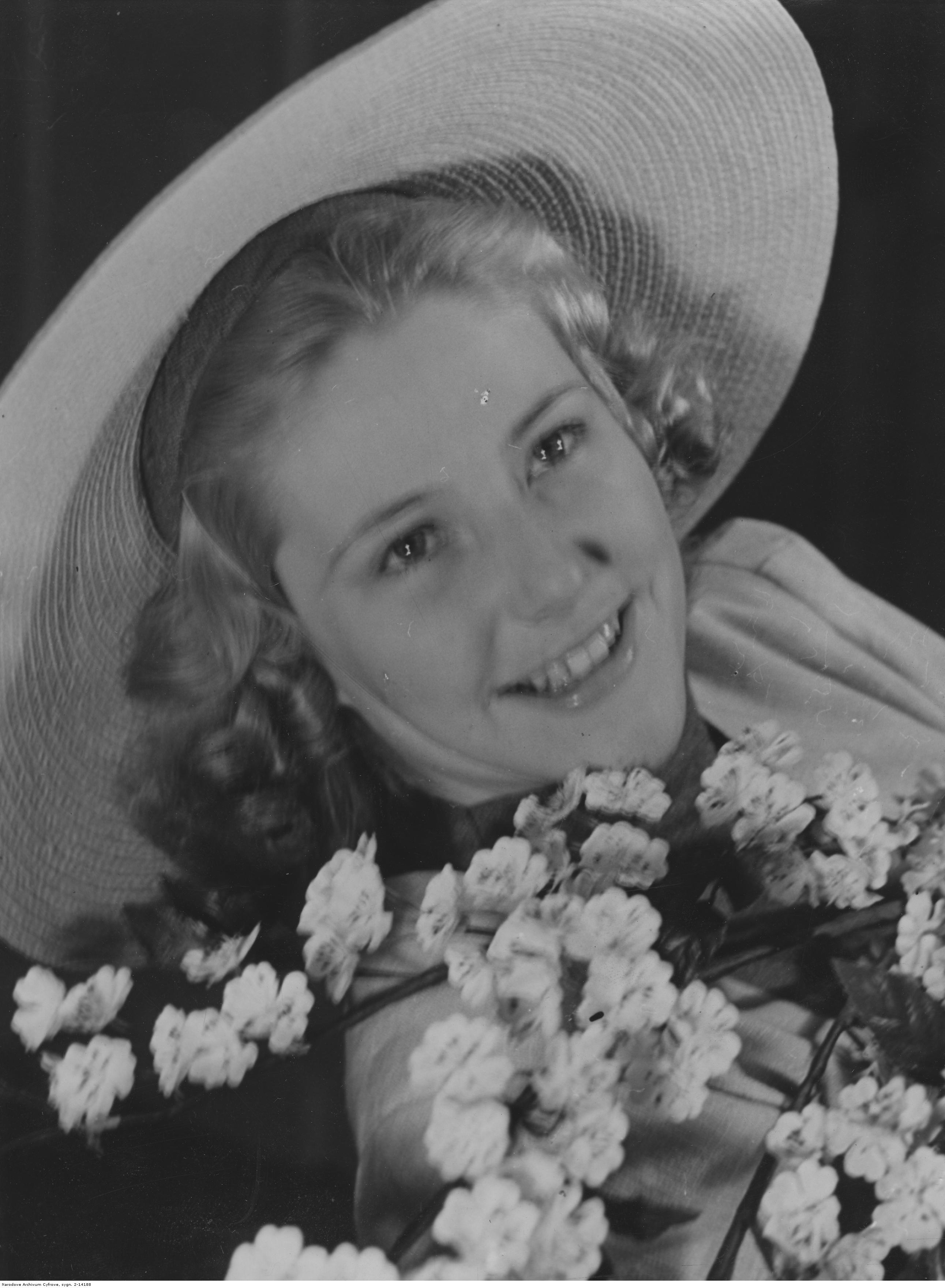
Schauspielerin Jutta Freybe.

Jutta Freybe (* 11. September 1917 in Berlin; † 28. Februar 1971 in Büsum) war eine deutsche Schauspielerin.

## Leben
Sie war die Tochter eines Offiziers und Schwester der Schriftstellerinnen Johanna Sibelius (eigentlich: Sibylle Freybe) und Katrin Holland (eigentlich: Heidi Huberta Freybe). Nach einer schauspielerischen Ausbildung durch Intendant Hans Schlenck erhielt sie ein Engagement am Landestheater und trat in verschiedenen Anfängerrollen auf.
1937 wurde sie durch den Film Liebe kann lügen einem größeren Publikum bekannt. Danach erhielt sie einige Jahre lang tragende Rollen in deutschen Filmen, zuletzt in dem Propagandafilm Die goldene Spinne als Gegenspielerin einer feindlichen Agentin (Kirsten Heiberg).
Ende Februar 1939 heiratete sie den Schauspieler Albert Matterstock in dessen dritter Ehe, doch wurde die Ehe geschieden.

## Filmografie
- 1934: Die Wunderschießbude
- 1937: Liebe kann lügen
- 1937: Gewitterflug zu Claudia
- 1938: Pour le Mérite
- 1938: Silvesternacht am Alexanderplatz
- 1938: Was tun, Sybille?
- 1938: Zwischen den Eltern
- 1939: Alarm auf Station III
- 1939: Sensationsprozeß Casilla
- 1943: Die goldene Spinne